# Sergio Larrain
Sergio Larrain (5. listopadu 1931, Santiago de Chile – 7. února 2012, Ovalle) byl chilský fotograf pracující pro zpravodajskou agenturu Magnum Photos.

## Život a dílo
Narodil se a vyrůstal v rodině známého jihoamerického architekta, která měla pochopení pro umění a kulturu. Během studia lesnictví na kalifornské univerzitě v Berkley v letech 1949–1953 se začal věnovat i fotografování a prací v kavárně si našetřil na svoji první Leicu. Po cestách v Evropě a Středním východě se v roce 1954 vrátil do Chile a stal se fotografem na volné noze. V letech 1956–57 se stal fotografem brazilského magazínu O Cruzeiro, což mu umožnilo cestovat po Latinské Americe a opět se vrátil do Evropy.
V roce 1958 dostal grant od britské agentury British Council, který mu umožnil pracovat v Londýně. Ve stejném roce se setkal s Henri Cartier-Bressonem, který po zhlédnutí jeho fotografií pouličních dětí navrhl aby pracoval pro agenturu Magnum, jejímž členem se stal v roce 1961. Ve stejný rok se, po dvou letech fotografování pro magazíny v Paříži, vrátil do Chile aby zde na pozvání básníka Pabla Nerudy fotografoval jeho soukromí a blízké. Během 60. let (hlavně v roce 1963) pořídil převážnou většinu fotek dokumentující život ve městě Valparaíso, které byly publikovány jako fotografická esej v roce 1991.
Na začátku 70. let potkal bolivijského mystika a guru Oscara Ichazo a po deseti letech intenzivního fotografování se rozhodl opustit fotografii a věnovat se studiu východních náboženství, kaligrafii, malířství a józe.
Hlavní výstava shrnující jeho práci byla uskutečněna v roce 1999 v Institutu moderního umění ve Valencii (IVAM), na jejímž základě byla vydána i souhrnná publikace.

## Vybrané publikace
- Chili (Lausanne: Rencontre, 1968)
- Valparaíso (Paris: Hazan, 1991)
- London (Stockport: Dewi Lewis 1998)
- Sergio Larrain (Valencia: IVAM 1999)
- Sergio Larrain (NY, Aperture foundation, 2013, editor: Agnès Sire) [4]